# Walter Wittke (General)
Walter Wittke (* 26. September 1887 in Danzig, Westpreußen; † 20. Juli 1955) war ein deutscher Offizier, zuletzt Generalleutnant im Zweiten Weltkrieg.

## Leben
Wittke trat, aus dem Kadettenkorps kommend, am 14. März 1907 als Leutnant ohne Patent (ernannt) in die 2. Kompanie des 1. Masurischen Infanterie-Regiments Nr. 146 in Allenstein ein (das Patent zum Dienstgrad erhielt er am 14. Juni 1907) und kämpfte mit diesem im Ersten Weltkrieg. 1920 schied er als Hauptmann (seit dem 5. Oktober 1916) aus dem aktiven Dienst aus und trat als Polizei-Hauptmann in die Hamburger Polizei über.
Am 1. Oktober 1935 wurde Polizei-Oberst Wittke in die Wehrmacht übernommen und führte als Kommandeur das Infanterie-Regiment 46 vom 1. April 1937 bis September 1939. Ab Ende 1939 wurde er Kommandeur der 170. Infanterie-Division, die er bis Februar 1942 führte. Am 1. August 1939 wurde er zum Generalmajor und am 1. August 1941 zum Generalleutnant befördert. Anschließend war er General z. b. V. in der Heeresgruppe Süd und dann der Heeresgruppe B bis 1943. Am 19. Dezember 1941 erhielt er das Deutsche Kreuz in Gold, zuvor hatte er die Spangen (1939) des Eisernen Kreuzes 2. und 1. Klasse (1914) und den Orden Michaels des Tapferen 3. Klasse erhalten. Am 31. Oktober 1943 wurde Wittke als Generalleutnant aus dem aktiven Militärdienst verabschiedet. 